# Żarłacz jedwabisty
Żarłacz jedwabisty (Carcharhinus falciformis) – gatunek ryby chrzęstnoszkieletowej z rodziny żarłaczowatych (Carcharhinidae), rekin drapieżny. Był też opisywany pod nazwą żarłacz Menisora (Carcharias menisorrah).

## Opis
Spotykany w większości ciepłych (od tropikalnych do umiarkowanych) wód oceanicznych. Głównie pelagial, ale czasami podchodzi do brzegu w pobliżu wysp. Aksamitna gładka skóra. Osiąga długość do zazwyczaj 2,4 metrów (maksymalnie 3,5 m). Jest szybkim i bardzo zwinnie pływającym drapieżnikiem. Znajduje się na światowej liście gatunków zagrożonych.